# ガブリエラ・ペレス
ガブリエラ・ペレス（Gabriela Pérez del Solar, 1968年7月10日 - ）は、ペルーの元バレーボール選手である。2006年からは同国の国会議員を務める政治家でもある。

## 来歴
14歳でバレーボールを始める。1985年のワールドカップに17歳で出場しベストブロッカーを受賞した。1988年のソウル五輪で銀メダルを獲得。その後は主にイタリアのセリエAでプレーをした。
1997年には日本のイトーヨーカドーに移籍して、2年間Vリーグでプレーをした。同チームでのニックネームはガビー。2004年に現役を引退した。
2005年に当時の同国大統領候補ルルデス・フローレスから要請を受け、翌2006年に行われた同国国会議員選挙に中道右派の国民統合党から出馬。全国5位となる高い得票数を獲得し初当選を果たした。任期は2011年までの5年間である。
2010年にバレーボール殿堂入りを果たしている。

## 球歴
- 1984年 : ロサンゼルス五輪（4位）
- 1985年 : ワールドカップ（5位、ベストブロッカー）
- 1986年 : 世界選手権（銅メダル）
- 1988年 : ソウル五輪（銀メダル）
- 1989年 : ワールドカップ（5位）
- 1990年 : 世界選手権（6位）
- 1991年 : ワールドカップ（5位）

## 所属クラブ
- Regtas Lima （1986-1988年）
- Reggio Calabria （1988-1989年）
- Ravenne（1989-1992年）
- Matera（1992-1993年）
- Modene（1993-1997年）
- イトーヨーカドープリオール（1997-1999年）
- ベルガモ（1999-2001年）
- Ravenne（2001-2003年）
- Vicence（2003-2004年）